# Cerro El Madrigal
El cerro El Madrigal es una montaña localizada en el municipio de Tacotalpa, estado de Tabasco, México, y pertenece a la llamada Sierra Madrigal, que junto con las sierras Poaná y Tapijulapa forman la Sierra de Tabasco, que son las últimas estribaciones de la Sierra Madre del Sur antes de entrar en la llanura tabasqueña.

## Descripción
El cerro El Madrigal tiene una altura de 900 m s. n. m., lo que lo convierte en la segunda elevación más alta de Tabasco, solo después del Cerro Mono Pelado que tiene una altura de 1000 m s. n. m.
El Madrigal es parte de la sierra del mismo nombre y se localiza dentro del Parque estatal Sierra de Tabasco, en el municipio de Tacotalpa. La vegetación predominante en la zona es la selva alta perennifolia.
En dicha área se encuentran representadas una gran variedad de especies vegetales propias de la selva alta como son: ceiba, cedro, caoba, chicozapote, ramón, samán y jobo. Es muy común que los árboles cuenten con lianas que son leñosas y pueden alcanzar hasta los 200 m enrollándose alrededor de los árboles. También proliferan las plantas epífitas, como las orquídeas y las bromelias.